# Kepler-315c
Kepler-315c é um exoplaneta que forma parte de um sistema planetário que é formado por, pelo menos, dois planetas. Orbita a estrela chamada Kepler-315. Ele foi descoberto em 2014 pela sonda Kepler pelo trânsito astronômico.